# Rhamphicarpa fistulosa
Rhamphicarpa fistulosa är en snyltrotsväxtart som först beskrevs av Ferdinand von Hochstetter, och fick sitt nu gällande namn av George Bentham. Rhamphicarpa fistulosa ingår i släktet Rhamphicarpa och familjen snyltrotsväxter. Inga underarter finns listade i Catalogue of Life.

## Bildgalleri

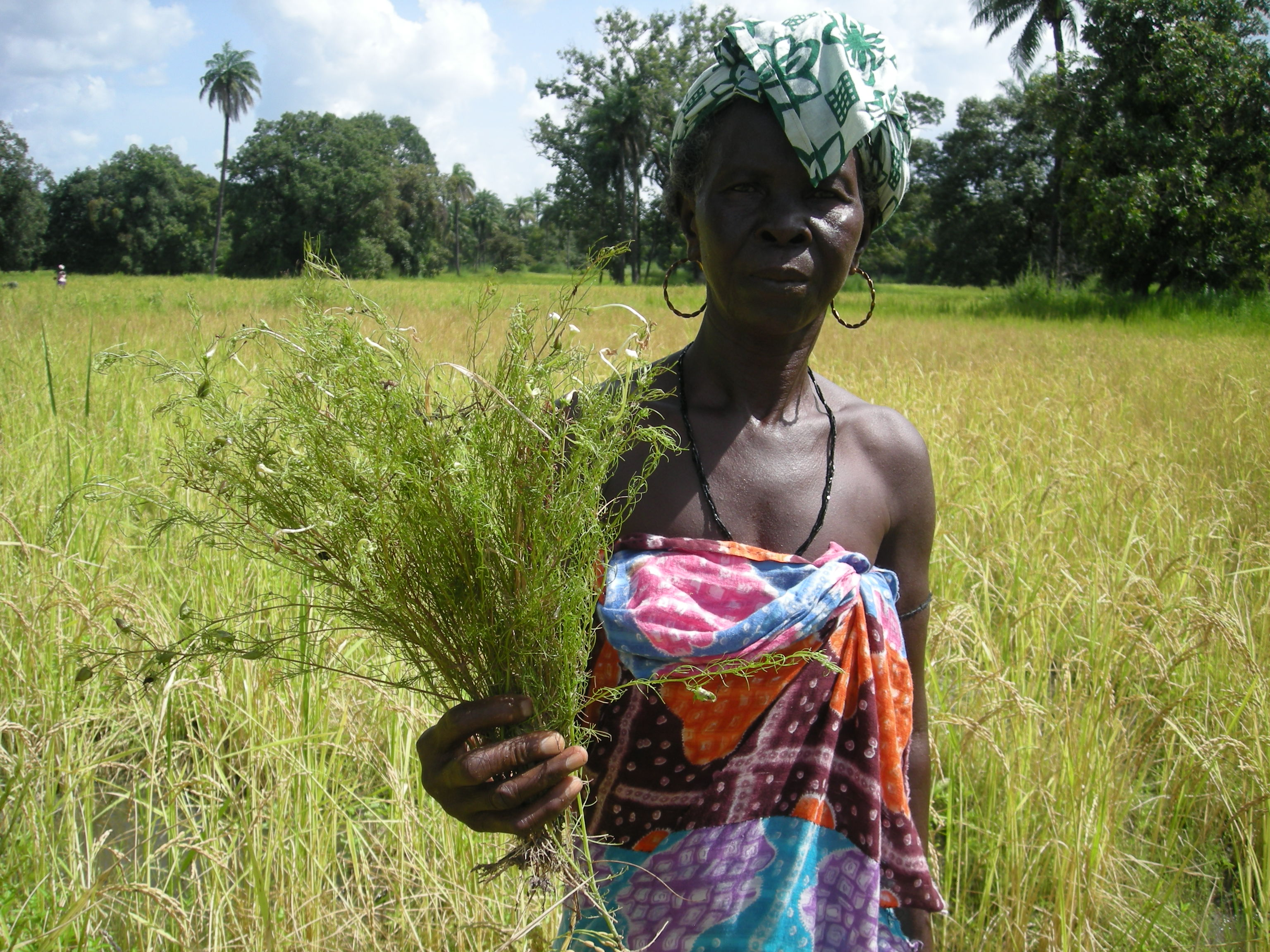
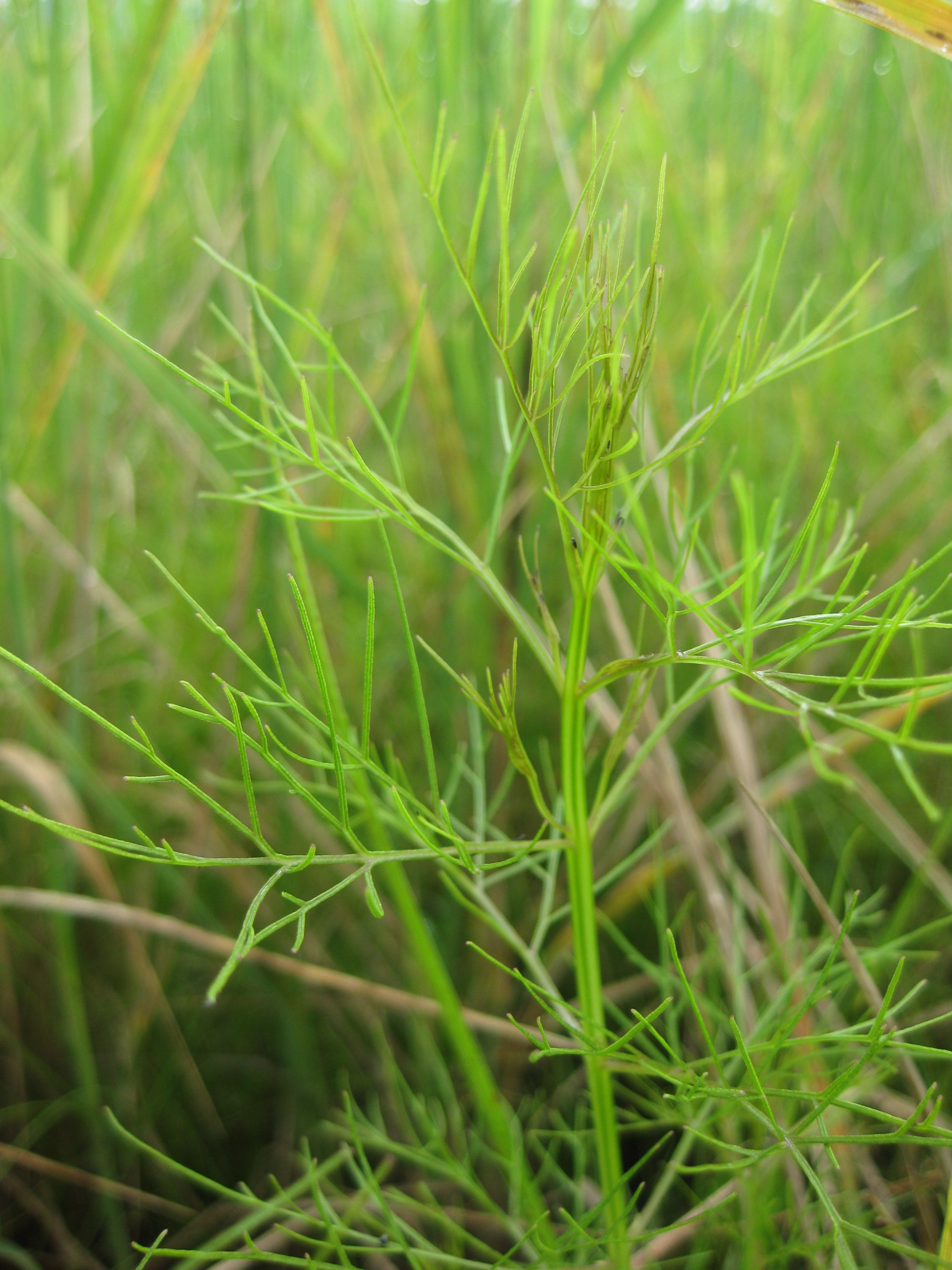